# Đài Phát thanh - Truyền hình Công cộng Thái Lan
Đài Phát thanh - Truyền hình Công cộng Thái Lan (Tiếng Thái: องค์การกระจายเสียงและแพร่ภาพสาธารณะแห่งประเทศไทย; RTGS: Ongkan Krachai Siang Lae Phrae ๅ Satharana Haeng Prathet Thai) hoặc TPBS, Thai PBS (tiếng Thái:.ส.ท.), là một dịch vụ phát sóng công cộng ở Thái Lan. Nó được thành lập bởi Đạo luật Dịch vụ Phát thanh Công cộng Thái Lan, BE 2551 (2008), bắt đầu có hiệu lực vào ngày 15 tháng 1 năm 2008. Theo đạo luật này, TPBS giữ tư cách là cơ quan nhà nước có tư cách pháp nhân, nhưng không phải là cơ quan chính phủ hoặc doanh nghiệp nhà nước.
TPBS vận hành PBS Thái Lan (พี บี), trước đây được gọi là đài truyền hình iTV, TITV và TV Thái Lan. Thai PBS là đài truyền hình công cộng phát sóng trên Kênh UHF 29. Đài trước đây do kênh tư nhân  iTV điều hành. PBS Thái Lan đã thử nghiệm phát sóng bằng cách kết nối với tín hiệu tạm thời để phát các chương trình đặc biệt đã được Truyền hình Thái Lan (TVT hoặc TV 11 Thái Lan) chiếm dụng tại Đài Phát thanh Truyền hình New Phetchaburi Road (hiện là trụ sở Cục Tin tức Quốc gia Thái Lan và NBT world) trên kênh trước đó (là Kênh UHF 29) từ ngày 15 tháng 31 năm 2008 và bắt đầu phát sóng các chương trình vào ngày 1 tháng 2 năm 2008.

## Lịch sử

### iTV
Thảo luận về một đài truyền hình công cộng ở Thái Lan đã bắt đầu sau cuộc đàn áp "Tháng năm đẫm máu" về các cuộc biểu tình chống chính phủ năm 1992, trong đó nhu cầu được đưa ra cho một đài truyền hình sẽ phát tin tức và thông tin không có sự can thiệp của nhà nước. Cuộc tranh luận công khai dẫn đến iTV, một kênh thuộc sở hữu tư nhân bắt đầu phát sóng vào năm 1995 dưới sự nhượng bộ của nhà nước trong 30 năm. Theo giao ước, iTV phải bao gồm tin tức và thông tin không dưới 70% tổng thời gian phát sóng. Điều kiện này khiến iTV gặp khó khăn trong việc kiếm lợi nhuận. Ngay sau cuộc khủng hoảng kinh tế năm 1997, trong đó Thái Lan gặp khó khăn, iTV đã trải qua quá trình tái cơ cấu nợ lớn. Nation Multimedia Group, một công ty tin tức và xuất bản lớn, đã rút ra và được thay thế bởi Shin Corporation, một tập đoàn viễn thông thuộc sở hữu của gia đình Thaksin Shinawatra, người được bầu làm thủ tướng năm 2001.
Theo Shin Corporation, iTV đã được hội đồng cấp phép để tăng số lượng chương trình giải trí và trả một khoản phí cấp phép hàng năm giảm đáng kể trong năm 2004. Vụ kiện đã được đưa ra tranh chấp tại Tòa án Hành chính Trung ương Thái Lan, nhưng iTV đã cơ cấu lại chương trình của mình để bao gồm nhiều hơn chương trình giải trí và ít chương trình tin tức. Động thái này đã bị chỉ trích là một hành động trái với nhiệm vụ ban đầu của đài.

### TITV
Vào tháng 6 năm 2006, Tòa án Hành chính phán quyết rằng hành động thay đổi cấu trúc lập trình của iTV đã vi phạm các điều kiện được nêu trong giao ước và phán quyết rằng iTV phải trả tiền phạt và phí nhượng bộ do hội đồng trọng tài giảm nhẹ một cách bất hợp pháp. Tổng số tiền phạt là 94 tỷ baht.  Phán quyết gần như phá sản iTV. Sự nhượng bộ sau đó đã bị bãi bỏ và iTV đã được trả lại quyền sở hữu nhà nước trong thời gian quản trị Surayud, đổi tên thành TITV, nhưng vẫn tiếp tục chương trình do iTV cũ sản xuất.

### Thai PBS
Chính quyền Surayud đã thành lập một đội đặc nhiệm do Somkiat Tangkijvanich đứng đầu để thực hiện một nghiên cứu khả năng để biến iTV thành một đài truyền hình được tài trợ hoàn toàn công khai. Nỗ lực này đã dẫn đến đề xuất của Đạo luật dịch vụ phát thanh công cộng, trong đó các biện pháp pháp lý được đưa ra để bảo vệ đài truyền hình mới chống lại cả ảnh hưởng chính trị và thương mại. Theo Đạo luật PBS, đài truyền hình công cộng mới, được gọi là TPBS (Dịch vụ phát thanh công cộng Thái Lan), nhận được hỗ trợ tài chính từ thuế tội lỗi để đảm bảo sự độc lập tài chính và bảo vệ chính mình trước mọi liên kết kinh doanh có thể.
Chương trình cũ của TITV đã được phát sóng trong thời gian hai tuần tạm thời các chương trình được cung cấp bởi Đài Truyền hình của Bộ Quan hệ Công chúng Thái Lan, và chủ yếu bao gồm các cống nạp cho Công chúa Galyani Vadhana, người đã qua đời vào ngày 2 tháng 1 năm 2008.
Trong lịch sử ngắn ngủi của mình, PBS Thái Lan đã bị chính phủ thời đó tấn công liên tục. Trong ví dụ mới nhất (tháng 3 năm 2016), Thủ tướng Prayut Chan-o-cha đã đóng sầm đài truyền hình công cộng vì "phiến diện" trong phạm vi bảo hiểm của cuộc khủng hoảng hạn hán đang diễn ra. Nhà lãnh đạo chính quyền đã tức giận vì ông nghĩ rằng PBS Thái Lan đã quá chú trọng đến sự đau khổ của mọi người trong khi bỏ bê những gì chính phủ đang làm để giảm bớt các vấn đề. Ông chỉ ra thực tế rằng PBS Thái Lan được tài trợ bởi nhà nước, mà ông tuyên bố nên bắt buộc nó phải tuyên truyền các bản tin chính phủ.
Bắt đầu từ tháng 12 năm 2015, PBS Thái Lan đã bắt đầu quá trình tắt các đường truyền tương tự trên khắp đất nước, bắt đầu với các máy phát ở tỉnh Chiang Mai (Cụ thể tại huyện Fang) và các tỉnh Surat Thani (Cụ thể là tại huyện Koh Samui) vào ngày 1 tháng 12.
Việc tắt sóng analog đã được hoàn thành vào nửa đêm ngày 15 tháng 6 năm 2018 đến ngày 16 tháng 6 với các máy phát tại địa điểm Bangkok, Chiang Mai và Chiang Rai.